# 시스템 리퀘스트

104키 PC US 자판의 시스템 리퀘스트 키의 위치

시스템 리퀘스트(System request, 줄여서 SysRq)는 컴퓨터 자판에서 볼 수 있는 키의 하나이다. 일반적으로 프린트 스크린 키와 붙어있다.
이 키는 시스템을 호출할 때 사용되며, DOS 환경에서 멀티태스킹을 위해 제작되었다. GUI로 넘어간 현재는 거의 사용되지 않는다.

## 같이 보기
- Pause 키
- 스크롤 락